# Ponte de São João
A Ponte de São João é uma infraestrutura ferroviária que transporta a Linha do Norte sobre o Rio Douro, junto à cidade do Porto, em Portugal. Construída para substituir a já centenária Ponte D. Maria Pia, entrou ao serviço em 24 de Junho de 1991.

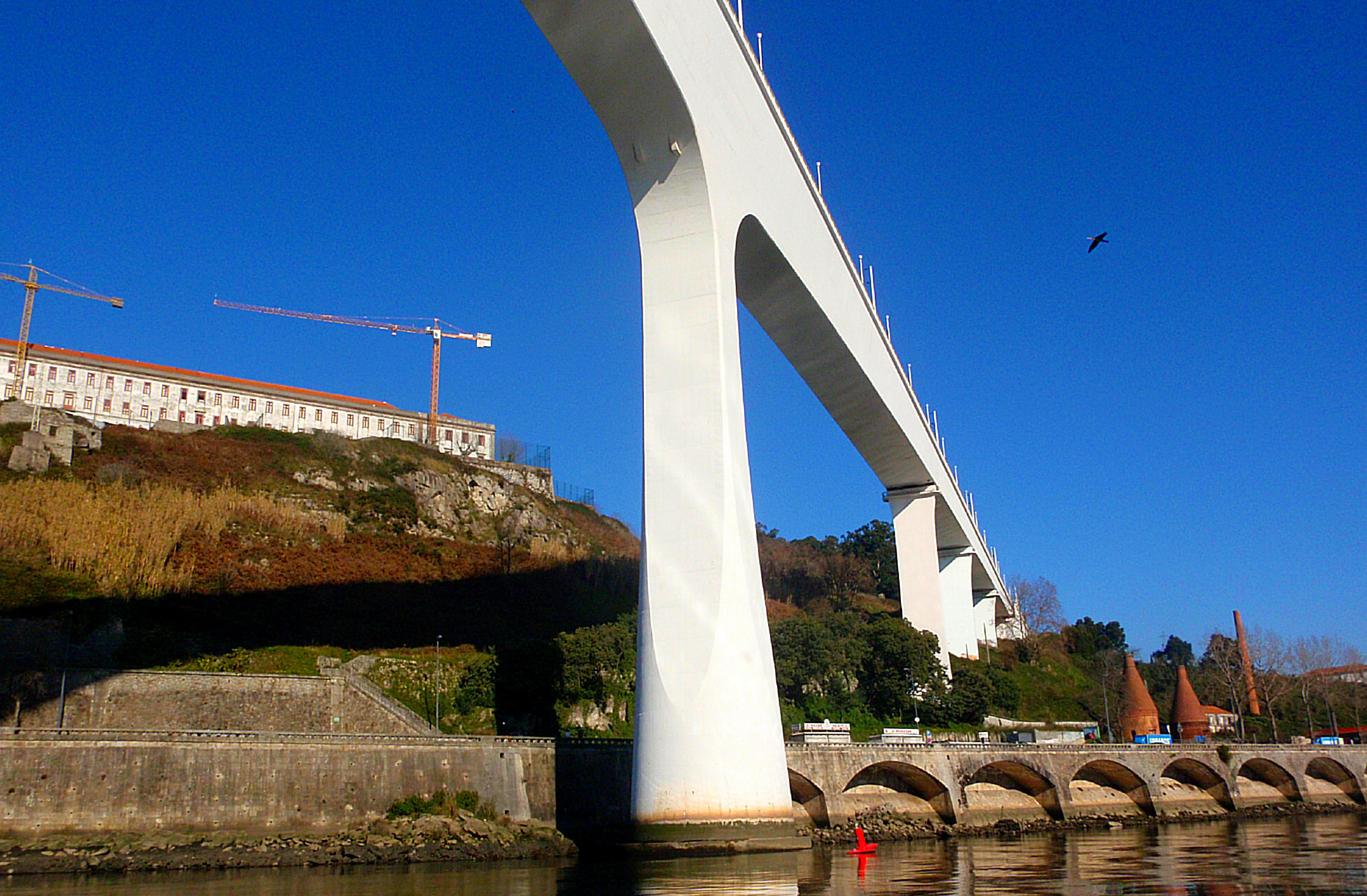
Ponte de São João, em 2015.

## Descrição
Ao contrário das outras pontes construídas até à data sobre o Rio Douro no Porto, a Ponte de São João não é em arco, mas em pórtico múltiplo contínuo, de pilares verticais, com três vãos, compostos por um central com 250 m, e dois laterais de 125 m, e suportados por dois pilares no leito do rio. A estrutura principal é formada pela ponte em si, em conjunto com os viadutos de acesso, e tem um comprimento total de 1140 m. É constituída por uma só peça contínua, de grandes dimensões, construída em betão armado e pré-esforçado, tendo os viadutos de acesso sido unidos de forma monolítica à ponte em si, formando assim uma continuidade natural. Os viadutos terminam em encontros de betão armado de grandes dimensões, tendo o da margem esquerda 48 m de comprimento, enquanto que o oposto tem 62 m.
A ponte principal apresenta uma superestrutura formada por uma viga-caixão de secção trapezoidal, bicelular, com uma altura que varia desde os 4 m nos viadutos, até aos 14 m nos tramos sobre os pilares do rio, com 7 m a meio do vão central. Ambas as vias férreas assentam de forma directa na laje superior da viga-caixão, sendo a plataforma entre as linhas e as vigas nas bordas e no centro da ponte revestida de betão poroso, que serve como mecanismo de travagem em caso de descarrilamento. As fundações dos pilares apresentam características distintas, variando de acordo com as cotas e os diferentes tipos de terrenos onde se encontram. Do ponto de vista da engenharia, são igualmente de especial interesse as fundações dos dois pilares principais, que foram concebidas de forma a suportar grandes cargas, sendo cada uma das bases reforçada com 130 microestacas de betão armado, formadas por cinco varões de aço A 500 NR com 50 mm de diâmetro e com 12 m de extensão, que foram cravadas no fundo do rio, de natureza rochosa.
Projectada pelo engenheiro Edgar Cardoso, a sua construção foi efetuada pelo consórcio FERDOURO-ACE, formado pelas empresas Sociedade de Construções Soares da Costa, Teixeira Duarte, e OPCA, Obras Públicas e Cimento Armado, S. A., e fiscalizada pela Bratex-Agrupamento para Consultaria e Gestão de Projectos, ACE; é propriedade da Rede Ferroviária Nacional.
Transporta a Linha do Norte, em via dupla.

## História

### Antecedentes e primeiros planos
Em 1934, a Companhia dos Caminhos de Ferro Portugueses já estava a planear construir uma segunda ponte sobre o Rio Douro junto ao Porto, como parte de um plano para construir um corredor ferroviário alternativo à Linha do Norte, facilitando as comunicações entre as regiões a Norte do Rio Douro e o centro do país. Com efeito, a única ligação ferroviária sobre o Rio Douro no Porto até então era a Ponte D. Maria Pia, inaugurada em 1877, e que estava a causar grandes estrangulamentos na circulação ferroviária por ser de via única, e ter grandes limitações de carga e de velocidade.

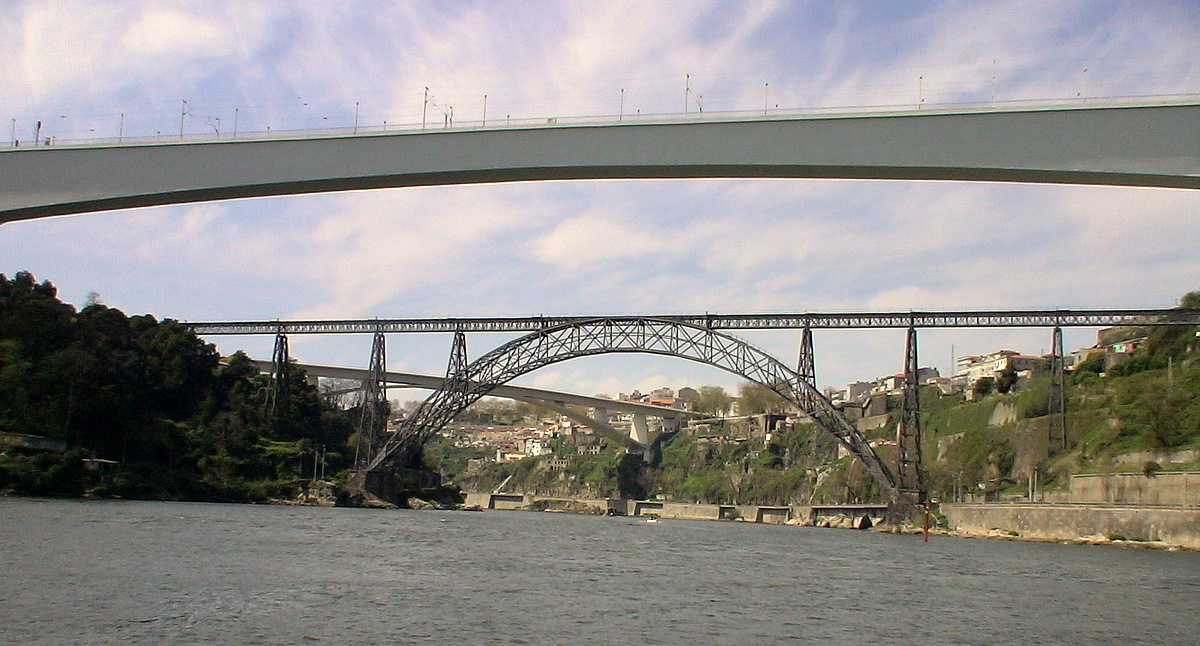
Duas gerações de pontes: em primeiro plano está o vão central da Ponte de São João, enquanto que no centro está a Ponte de D. Maria Pia. No fundo está a Ponte rodoviária do Infante, inaugurada em 2003.

### Planeamento, construção e inauguração
Em 1966, a Companhia dos Caminhos de Ferro Portugueses idealizou a duplicação da via entre as estações de General Torres e Porto-Campanhã, sendo a travessia do Rio Douro realizada por uma ponte de via dupla, de traça semelhante à da Ponte da Arrábida. Desta forma, a elaboração do anteprojecto da Ponte foi entregue ao engenheiro Edgar Cardoso, que tinha construído o viaduto da Arrábida. Porém, devido aos elevados custos da obra, estimados em 120 milhões de Escudos, a companhia dos Caminhos de Ferro Portugueses teve de optar por esperar que o III Plano de Fomento, que seria realizado entre 1968 e 1973, disponibilizasse os fundos necessários a este programa, ou esperar que algum empreiteiro aceitasse a obra, apenas recebendo o pagamento na altura do III Plano de Fomento.
Os planos para a construção de uma nova travessia só foram retomados na década de 1980, com a criação do Gabinete da Ponte Ferroviária sobre o Rio Douro, através do Decreto-Lei n.º 307/81. O Decreto-lei n.º 347, de 15 de Outubro de 1986, expandiu o Gabinete da Ponte Ferroviária sobre o Rio Douro, transformando-o no Gabinete do Nó Ferroviário do Porto, que passou a ter competências não só sobre a construção da nova travessia sobre o Douro, mas sobre toda a rede ferroviária metropolitana do Porto. Assim, este empreendimento passou a estar inserido num programa maior para o desenvolvimento do Nó Ferroviário do Porto, composto pela rede de vias férreas que serviam a zona metropolitana da cidade. Esta iniciativa originou-se na necessidade de melhorar a qualidade e capacidade dos comboios, especialmente nos serviços suburbanos, que estavam nessa altura a conhecer um importante aumento na procura. Também se procurava melhorar o acesso aos comboios de mercadorias, numa perspectiva de valorização do Porto de Leixões. O Gabinete do Nó Ferroviário do Porto dividiu as suas prioridades em dois grandes programas, tendo sido incluído no primeiro a requalificação do lanço entre Vila Nova de Gaia e Campanhã, incluindo a construção da nova ponte. Assim, o Projecto 1 deste programa debruçou-se inteiramente sobre a construção da nova travessia sobre o Douro, em via dupla, e dos seus acessos até Gaia e Campanhã. Na margem Sul, era composto pela remodelação da estação de Gaia, com novos cais, a construção do Viaduto das Devesas, da nova Estação de General Torres, de um novo túnel na Serra do Pilar, os aterros, escavações e uma passagem inferior no acesso à ponte, e o viaduto junto à ponte, com 360 m de extensão. A ponte em si deveria ser formada por um vão central de 250 m entre os eixos dos pilares, mais dois vãos laterais, cada um com 125 m. Na margem Norte, foi construído o viaduto de acesso, com 170 m, a estrutura no Morro da China, e a estacada de suporte para o tabuleiro da via, na direcção da gare de Campanhã, um viaduto sobre a Rua do Freixo, um laboratório estrutural, e várias outras obras complementares relativas à reorganização dos acessos e à integração urbanística das zonas onde foi realizado o projecto.
Fazendo jus ao seu nome, a ponte foi inaugurada no dia de São João, em 24 de Junho de 1991. A nova ponte foi construída junto à Ponte D. Maria Pia, que encerrou em meados desse ano. No entanto, este empreendimento só foi oficialmente concluído nos princípios de 1994, quando terminou a empreitada para a construção da nova estação de General Torres. O custo total deste projecto foi de 30.000.000 contos, dos quais 12.000.000 foram apenas para a construção da ponte, enquanto que o valor restante foi empregue nas obras de acesso e na instalação do novo terminal de General Torres. Esta estrutura foi considerada, pelas suas dimensões e pelas suas formas, como a mais importante no âmbito da nova geração de pontes ferroviárias no território nacional, construídas em betão armado e pré-esforçado.

### Século XXI
A ponte sofreu obras de manutenção em 2020, que incluiram a substituição de betão delaminado, e que foram efetuadas sem afetar a circulação, orçadas num total de 0,843 milhões de euros.
Projeta-se que os serviços de alta velocidade circulem por esta ponte, nas deslocações de e para a a Estação Ferroviária de Porto-Campanhã, terminal da ligação ferroviária de alta velocidade; para permitir a passagem das composições deste tipo, serão necessárias modificações nas vias.

## Leitura recomendada
- ANTUNES, J. A. Aranha;  et al. (2010). 1910-2010: o caminho de ferro em Portugal. Lisboa: CP-Comboios de Portugal e REFER - Rede Ferroviária Nacional. 233 páginas. ISBN 978-989-97035-0-6
- SOARES, Luís Lousada;  et al. (2013). Edgar Cardoso: engenheiro civil / civil engineer. Col: Monografias. 6. Porto: Faculdade de Engenharia da Universidade do Porto. 424 páginas. ISBN 978-972-752-154-8
- VASCONCELOS, António; SANTO, Jorge Zúniga;  et al. (2008). Pontes dos Rios Douro e Tejo. Lisboa: Ingenium. 129 páginas. ISBN 978-989-8149-02-2